# Gabriel von Hackl

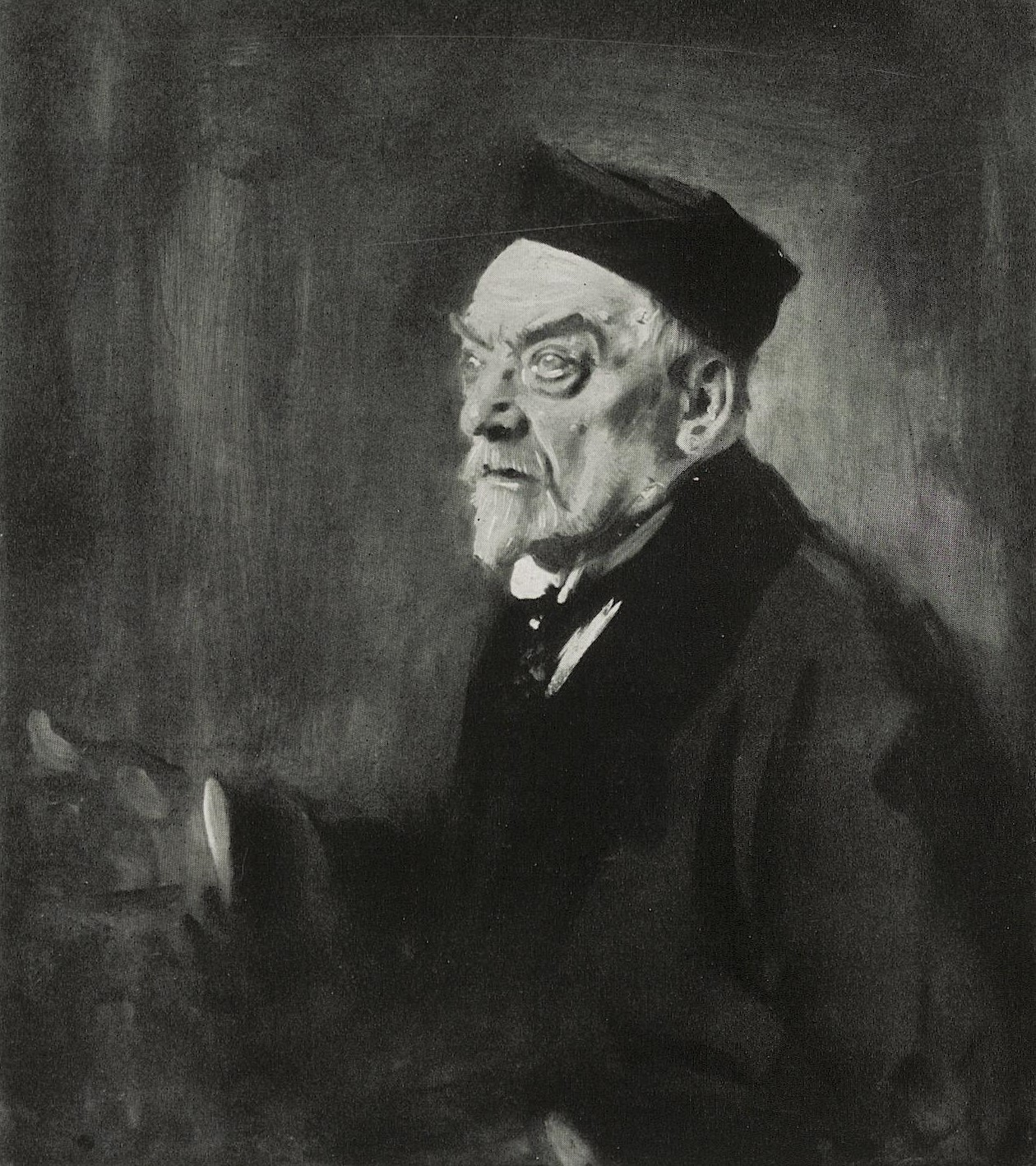
Gabriel von Hackl, gemalt von Leo Samberger

Gabriel (von) Hackl (* 24. März 1843 in Marburg an der Drau, Kaisertum Österreich; † 5. Juni 1926 in München) war ein deutsch-österreichischer  Maler des Historismus.

## Leben und Werk
Hackl wurde 1843 als Sohn eines Chirurgen geboren. Seine Schulzeit verbrachte er am Gymnasium seiner Heimatstadt und an der Städtischen Schule in Graz. Auf Wunsch seines Vaters studierte er an der Universität Wien Anatomie, Archäologie und Zeichnen. 1865 ging er nach München, um an der Akademie der Bildenden Künste bei Alexander Wagner und Carl Theodor von Piloty zu studieren. Anschließend nahm er eine Stelle an der Münchner Kunstgewerbeschule an. Er war mit Sophie von Hackl, geborene Schmid, verheiratet.

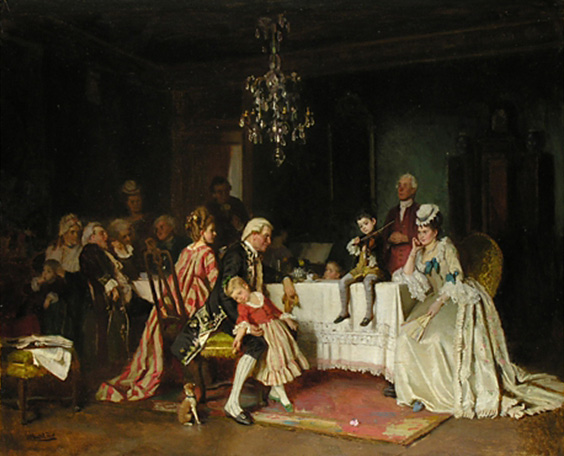
Gabriel von Hackl: Das Wunderkind, 1874

1878 wurde er Professor, war zunächst Hilfslehrer und ab 1880 Leiter der Zeichenklasse an der Münchner Kunstakademie, eine Position, die er bis 1919 innehatte. Er war unter anderen Kollege von Franz von Stuck und Wilhelm von Diez. Hackl war Mitglied der 1896 gegründeten Luitpold-Gruppe, einer Abspaltung der Münchner Künstlergenossenschaft, der auch die Maler Hugo Bürgel, Walter Firle, Fritz Baer, Karl Marr, Johann Sperl und Wilhelm Leibl angehörten. Durch sein Lehren förderte von Hackl zahlreiche bekannte Künstler in ihrem Schaffen, hatte aber mit seinem eigenen Werk keinen nachhaltigen Erfolg. 
Sein Sohn war der Klassische Archäologe Rudolf Hackl (1881–1912).

## Bekannte Schüler
- 1880: Pius Ferdinand Messerschmitt
- 1884: Albin Egger-Lienz
- 1885: Max Slevogt
- 1887: Richard Riemerschmid
- 1888: Leo Putz
- 1889: Wilhelm Thöny
- 1890/91: Franz Hofstötter
- 1891: Fritz Kunz
- 1891: Hans von Hayek
- 1892: Fritz Stattler
- 1893: Carl Horn (Maler)
- 1893: Alfred Schwarzschild
- 1894: Walther Linde
- 1896: Wilhelm Stumpf
- 1897: Hans Purrmann
- 1897: Georg Höhlig
- 1900/01: Franz Marc
- 1900/01: Hermann Ebers
- 1905: Otto Obermeier
- 1905: Ernesto de Fiori
- 1906: Alfons Zeileis
- ab 1908: Horațiu Dimitriu
- 1908: Hans Nolpa

## Arbeiten in öffentlichen Sammlungen
- Museum Georg Schäfer, Schweinfurt
- Kunsthistorisches Museum, Wien
- Neue Pinakothek,  München
- Steiermärkisches Landesmuseum Joanneum, Graz

## Ausstellungen
- 1891: Jahresausstellung der Genossenschaft der Bildenden Künstler Wiens und der Gesellschaft der Freunde Junger Kunst, Baden-Baden
- 2006: Zur Natur des Menschen. Genremalerei des 19. und frühen 20. Jahrhunderts. Neue Galerie Graz